# Arauco, Chile
Arauco är en ort i Chile. Den är belägen i provinsen Provincia de Arauco och regionen Región del Biobío, i den södra delen av landet, 500 km sydväst om huvudstaden Santiago de Chile. Arauco ligger 13 meter över havet och antalet invånare är 24 659.
Terrängen runt Arauco är platt. Havet är nära Arauco norrut. Det finns inga andra samhällen i närheten.
Runt Arauco är det ganska glesbefolkat, med 38 invånare per kvadratkilometer.  Klimatet i området är tempererat. Årsmedeltemperaturen i trakten är 12 °C. Den varmaste månaden är januari, då medeltemperaturen är 18 °C, och den kallaste är juni, med 6 °C. Genomsnittlig årsnederbörd är 1 162 millimeter. Den regnigaste månaden är juni, med i genomsnitt 301 mm nederbörd, och den torraste är januari, med 14 mm nederbörd.